# Pulp Goes to the Disco
Pulp Goes to the Disco es una compilación de la banda Pulp, lanzada por Fire Records el 13 de julio de 1998. Incluye canciones lanzadas en sencillos y discos anteriores, con un sonido más acercado a la música dance. El título es una referencia a la canción "Death Goes to the Disco".

## Lista de canciones
1. Death II
2. Death Goes To The Disco
3. Countdown
4. My Legendary Girlfriend
5. Is This House?
6. This House Is Condemned
7. Countdown (Extended Version)
8. Love Is Blind
9. Mark Of The Devil
10. Master Of The Universe

## Fuente
- AcrylicAfternoons.com

- Datos: Q6092713